# Gargara tigris
Gargara tigris är en insektsart som beskrevs av William D. Funkhouser 1935. Gargara tigris ingår i släktet Gargara och familjen hornstritar. Inga underarter finns listade i Catalogue of Life.